# Evania oculatula
Evania oculatula är en stekelart som beskrevs av Embrik Strand 1912. Evania oculatula ingår i släktet Evania och familjen hungersteklar. Inga underarter finns listade i Catalogue of Life.